# Phaedrotoma sedanca
Phaedrotoma sedanca är en stekelart som först beskrevs av Vladimir Ivanovich Tobias 1998.  Phaedrotoma sedanca ingår i släktet Phaedrotoma och familjen bracksteklar. Inga underarter finns listade i Catalogue of Life.